# Heliocarpus terebinthinaceus
Heliocarpus terebinthinaceus es una especie de planta que pertenece a la familia Malvaceae, algunos de sus nombres comunes son: guajpo o noma (Chiapas). Árbol de cuetla, majagua, tripa de Judas. Este árbol se considera importante como productor de néctar.

## Clasificación y descripción
Es un árbol pequeño de 6 a 8 m de alto; el tronco es cilíndrico o subcilíndrico, en individuos viejos el tronco se encuentra fisurado en la base, las ramas frecuentemente densas, las ramillas jóvenes son de color pardo, velutinosas, la copa es redondeada a cónica. La corteza externa es lisa cuando joven y fisurada cuando vieja, de color paja. La corteza interna es de color verde blanquecina con exudado jabonoso. La madera es muy blanda, ligera color crema. Las hojas son simples alternas, rara vez subopuestas, presentan de 3 a 5 lobos poco profundos, generalmente con el margen glanduloso, 12 a 18 cm de largo y de 10 a 16 cm ancho, el ápice es acuminado o ligeramente apiculado, la base redondeada u obtusa, el haz es tricomatoso, el envés pubescente a densamente piloso, con tricomas estrellados. Las yemas miden de 4 a 5 mm de largo, son ovoides a elípticos. Presenta inflorescencias axilares o casi terminales, en grupos de (4) 5; pedúnculos de 3 a 7 cm de largo, densamente estrellado-pubescente; el cáliz con 4 sépalos, lineares de 2.5 mm de largo por 1 mm de ancho, en flores pistiladas con un pequeño apéndice en el ápice; corola con 4 pétalos de 1.5 mm de largo por 0.5 mm de ancho. Los frutos son cápsulas ovoides, de 0.7 a 1 cm de largo por 0.6 a 1 cm de ancho, las semillas son piriformes de 2 mm de largo castaño-claras.

## Distribución y ambiente
Se presenta en la vertiente del Golfo desde la zona de la Huasteca en S.L.P y el norte de Puebla, Veracruz. En el Pacífico Oaxaca y en la Depresión Central de Chiapas. Forma parte de la selva baja caducifolia y selva mediana subcaducifolia.

## Usos
La madera para la división de viviendas y para remos, y además es un árbol importante como fuente de néctar.